# Stenhomalus couturieri
Stenhomalus couturieri là một loài bọ cánh cứng trong họ Cerambycidae.